# Elymiotis longara
Elymiotis longara är en fjärilsart som beskrevs av Cramer-stoll 1791. Elymiotis longara ingår i släktet Elymiotis och familjen tandspinnare. Inga underarter finns listade i Catalogue of Life.

## Bildgalleri

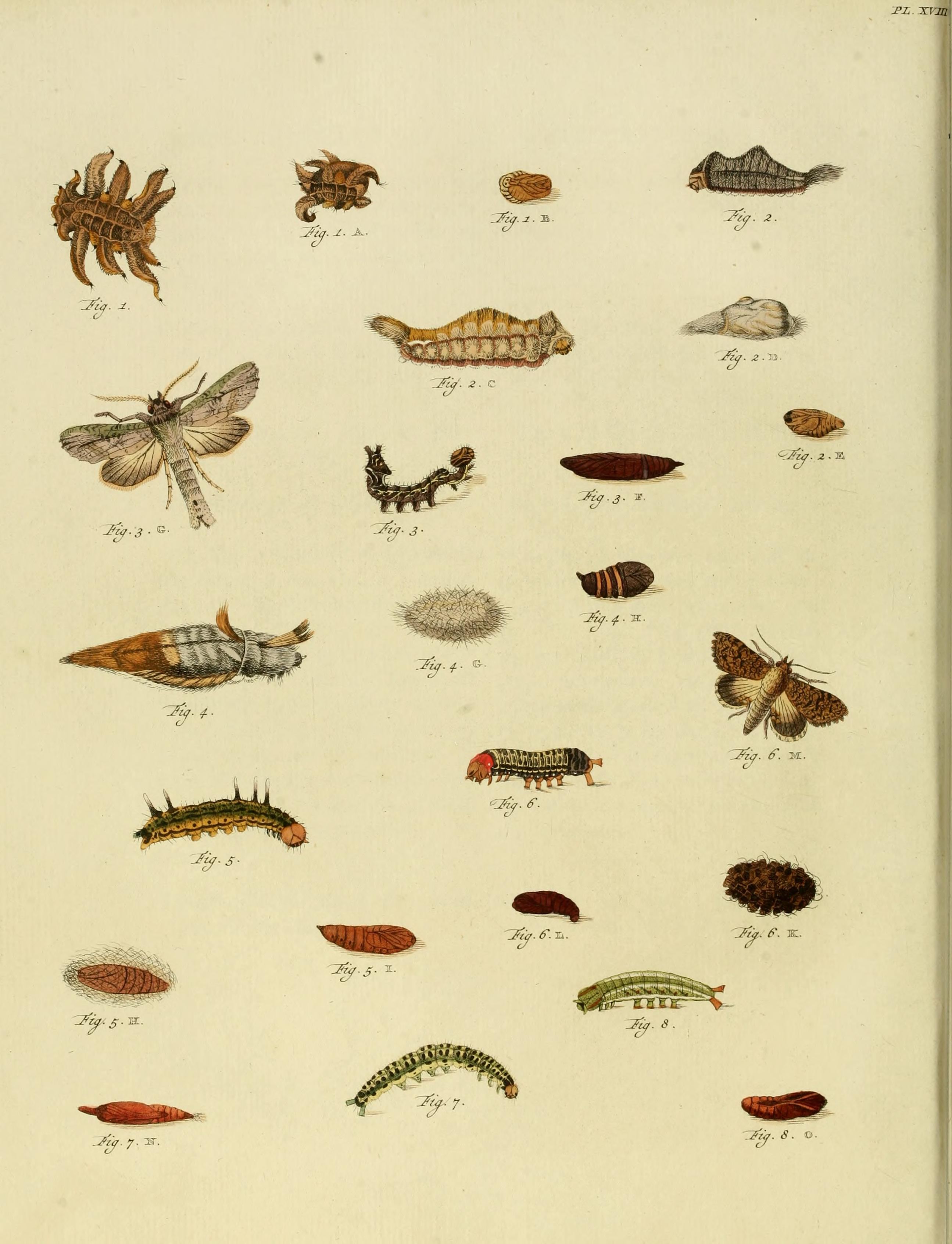